# Jessica Steffens
Jessica Steffens (7 de abril de 1987) es una jugadora de waterpolo estadounidense, miembro de los equipos nacionales de Estados Unidos que ganó la medalla de plata en los Juegos Olímpicos de Verano de 2008 y una medalla de oro en los Juegos Olímpicos de Verano 2012. Ella también jugó en la Universidad de Stanford.

## Familia
Steffens nació en San Francisco, California, hija de Peggy Schnugg y Carlos Steffens. Su padre, oriundo de Puerto Rico, se interesó en el deporte del waterpolo después de presenciar un partido de waterpolo cuando era niño en Puerto Rico. Él jugó para Puerto Rico en tres Juegos Panamericanos. Su padre abandonó la isla y se unió al equipo de waterpolo de Berkeley, Universidad de California, donde se convirtió en un tres veces All-American, llevando a los California Golden Bears para el campeonato de la NCAA 1977. En 1979 , fue el PAC-10 mejor jugador del año en Waterpolo.

## Secundaria
Steffens, inspirada por su padre, jugó en el equipo de waterpolo durante cuatro años en Monte Vista High School. Ella llevó al equipo al campeonato NCS dos veces.

## Universidad
Steffens comenzó su carrera en la Universidad de Stanford en su primer año en 2006. Ella anotó 15 goles esa temporada, como el Cardenal terminó tercero en el campeonato de la NCAA. El año siguiente, ella anotó 35 goles, y Stanford terminó en segundo lugar en el país.